# Терезия Мора
Терезия Мора (на немски: Terézia Mora) е германска писателка от унгарски произход, авторка на романи, разкази, есета и сценарии.

## Биография
Терезия Мора е родена на 5 февруари 1971 г. в унгарския град Шопрон близо до границата с Австрия. Израства в семейство, което спада към немското малцинство и е двуезично – говори унгарски и немски.
След политическата промяна в Унгария Мора следва от 1990 г. унгаристика и театрознание в Хумболтовия университет на Берлин.
Остава да живее в немската столица и получава образование като сценарист в Немската академия за кино и tut,ijh o мъж на континента“ („Der einzige Mann auf dem Kontinent“) (2009) и „Чудовището“ („Das Ungeheuer“) (2013) вече са публикувани.
Писателката е член на немския ПЕН клуб, а през 2015 г. е избрана за член на Немската академия за език и литература в Дармщат.

## Награди и отличия
- 1997: Würth-Literaturpreis für ihr Drehbuch Die Wege des Wassers in Erzincan sowie den Open-Mike-Literaturpreis der Berliner LiteraturWERKstatt für die Erzählung Durst
- 1999: „Награда Ингеборг Бахман“ за разказа Der Fall Ophelia
- 2000: „Награда Аделберт фон Шамисо“ (поощрение)
- 2001: „Награда Инзелшрайбер“, Зюлт
- 2002: Jane Scatcherd-Preis für ihre Übersetzung von Péter Esterházys Harmonia Caelestis
- 2004: „Награда Мара Касенс“
- 2004: Förderpreis zum Kunstpreis der Akademie der Künste (Berlin)
- 2005: „Награда на Лайпцигския панаир на книгата“ за нейния роман Alle Tage
- 2005: „Награда на ЛитераТур Норд“
- 2006: Villa Massimo-Stipendium
- 2006/2007: Tübinger Poetik-Dozentur zusammen mit Péter Esterházy
- 2007: „Награда Франц Набл“
- 2010: „Награда Аделберт фон Шамисо“
- 2010: „Награда Ерих Фрид“
- 2011: Übersetzerpreis der Kunststiftung NRW für ihre Übersetzung von Péter Esterházys Ein Produktionsroman (Zwei Produktionsromane) aus dem Ungarischen und zugleich für ihr Lebenswerk
- 2011: „Grenzgänger-Stipendium“ der Robert Bosch Stiftung für Recherchen zu Das Ungeheuer
- 2013: „Немска награда за книга“ за Das Ungeheuer
- 2013/2014: Frankfurter Poetik-Dozentur
- 2016: „Баварска награда за книга“ (номинация)
- 2017: „Бременска литературна награда“ за Die Liebe unter Aliens
- 2017: „Награда на литературните домове“
- 2017: „Литературна награда на Золотурн“
- 2018: „Награда Розвита“[3]
- 2018: „Награда Георг Бюхнер“[4]